# Q Motorsport
Q Motorsport ist ein privates deutsches Rallyeteam mit Firmensitz in Trebur. Die Q Motorsport GmbH wurde von Sven Quandt und seinen beiden Söhnen Thomas und Tobias Quandt gegründet. Derzeit fungiert es als Einsatzteam für Audi Sport bei Off-Road-Rallyes.

## Fahrzeug
Knapp ein Jahr nach der ersten Konzeptidee kam der Audi RS Q e-tron 2021 auf den Markt. Im Januar 2022 ging er zum ersten Mal bei der Rallye Dakar an den Start und gewann vier Etappen.
Da es laut Audi in der Wüste keine Lademöglichkeiten gibt, wurde folgendes Ladekonzept gewählt: An Bord des Audi RS Q e-tron befindet sich ein TFSI-Ottomotor aus der DTM. Er ist Teil eines Energiewandlersystems, das die Hochvoltbatterie während der Fahrt auflädt. Der Verbrennungsmotor wird im Bereich zwischen 4500 und 6000/min betrieben und hat einen spezifischen Kraftstoffverbrauch von 200 g/(kW·h)
An Vorder- und Hinterachse ist jeweils eine Motor-Generator-Einheit (MGU) aus dem aktuellen Formel-E-Auto Audi e-tron FE07 eingebaut, das von Audi Sport für die Saison 2021 entwickelt wurde. Für den Einsatz der MGU bei der Rallye Dakar wurden nur geringe Modifikationen vorgenommen.

## Fahrer
Bei der Dakar 2022, 2023 und 2024 gingen folgende Fahrerpaarungen an den Start
- Carlos Sainz / Lucas Cruz
- Stéphane Peterhansel / Edouard Boulanger
- Mattias Ekström / Emil Bergkvist

## Erfolge
Beim ersten Dakar Einsatz 2022 konnte das Team Audi Sport vier Etappen gewinnen, belegte in der Gesamtwertung am Ende jedoch jeweils nur den 9., 12. und den 59. Platz. Den ersten Gesamtsieg sicherten sich Stéphane Peterhansel und Edouard Boulanger bei der Abu Dhabi Desert Challenge 2022. Die Dakar 2023 beendeten Mattias Ekström und Emil Bergkvist auf Position 14, die  beiden anderen Fahrzeuge schieden vorzeitig aus. Ein Jahr später gewann Carlos Sainz und Lucas Cruz die Rallye, die beiden anderen Fahrzeuge belegten Platz 48 und 55.